# گروه مومو
گروه مومو (انگلیسی: Momo Group) شرکت تجهیزات خودروی ایتالیایی است، که در سال ۱۹۶۴ تأسیس شد.